# 東浩紀
東 浩紀（あずま ひろき、1971年5月9日 - ）は、日本の批評家、哲学者、作家。株式会社ゲンロン創業者。専門は現代思想、表象文化論、情報社会論。学位は博士（学術）（東京大学・1999年）。ZEN大学知能情報社会学部教授。
在学中の1993年に批評家としてデビュー、東京工業大学特任教授、早稲田大学教授などを経て、2015年より批評誌『ゲンロン』を創刊・主宰。著書に『存在論的、郵便的』（1998年）、『動物化するポストモダン』（2001年）、『一般意志2.0』（2011年）、『観光客の哲学』（2017年）、『訂正可能性の哲学』（2023年）など。

## 人物
- 大学院では小林康夫に学ぶ[3]。本人は「現代思想好きのオタク」を自認する[4]。
- 2013年に早稲田大学教授を辞して以降、活動の主軸を自身が創業した株式会社ゲンロンに置き、書籍出版、イベント事業、スクール事業および放送プラットフォーム「シラス」の運営等様々な事業に携わっている。
- 香港出身の哲学者ユク・ホイが設立した哲学と技術のリサーチネットワーク（Research Network For Philosophy and Technology）において、2018年以降、学術委員を務めている[5][6]。
- 小説家でもあり、特にSF作家である。日本SF作家クラブ会員だったが、2014年に退会している[7]。日本推理作家協会会員。
- 妻は小説家のほしおさなえ。岳父はミステリ評論家・翻訳家の小鷹信光。従兄弟はテレビプロデューサーの磯智明。娘がいる。
- 白ワインを好む。

## 経歴

### 生い立ち (1971年~1999年)
1971年、東京都三鷹市で生まれる。小学生時代に三鷹市中原から神奈川県横浜市青葉区に転居。三鷹市立東台小学校（現：鷹南学園三鷹市立東台小学校）、横浜市立みたけ台小学校を経て、筑波大学附属駒場中学校に入学。小学校低学年でカッパ・ノベルス、高学年からは小松左京を好んで読む。高校時代は、新潮文庫の海外文学を端から端まで読み、ドストエフスキーやカミュに親しむ。
1990年、筑波大学附属駒場高等学校卒業、東京大学文科Ⅰ類入学。教養課程（学部1~2年）では佐藤誠三郎のゼミに所属、『フォーリン・アフェアーズ』など英語圏の社会科学系論文に触れる。教養学部に進み、科学史・科学哲学を専攻。在学中の1993年4月、『批評空間』第1期第9号に「ソルジェニーツィン試論：確率の手触り」を掲載し、評論家としてデビュー。1994年3月、東京大学教養学部教養学科科学史・科学哲学分科卒業。1994年10月より5年間に渡り、『批評空間』にて「デリダ試論」を連載。1996年の『エヴァンゲリオン論』（『郵便的不安たち』所収）以来、オタク系サブカルチャーへの批評活動も行うようになる。
1996年、コロンビア大学の大学院入試に失敗し米国留学を断念。1998年、ほしおさなえと学生結婚。1999年3月、東京大学大学院総合文化研究科超域文化科学専攻博士課程修了。博士（学術）。学位論文は「存在論的、郵便的：後期ジャック・デリダの思想と精神分析」。

### ポストモダン研究 (1999年~2013年)
博士号取得後、日本学術振興会特別研究員（PD、1999年3月 - 2002年3月）、慶應義塾大学文学部非常勤講師（2002年4月 - 2004年3月末）として大学に籍をおきつつ、2000年代以降の社会思想の潮流として、インターネット・情報社会・サブカルチャーに関心を寄せる。2000年3月、公式サイト「hirokiazuma.com」を開設。2001年11月、『ユリイカ』誌上での連載をまとめた単著『動物化するポストモダン』を発表。「データベース消費」「動物化」といった概念を提起。2003年、経済産業研究所のリサーチアシスタントに就任し、「デジタル情報と財産権」に関する研究会に参加。2003年5月から2006年までスタンフォード日本センター（SJC）リサーチフェローを務める。
2003年4月国際大学グローバル・コミュニケーションセンター（GLOCOM）に主任研究員・助教授として就任。GLOCOMの東浩紀研究室にて「ised」（情報社会の倫理と設計についての学際的研究）を立ち上げ、情報社会に関する研究に取り組む。2004年9月、GLOCOM主幹研究員。11月、同教授に就任。2006年4月から6月までGLOCOM副所長。2004年4月から翌年3月まで、東京大学大学院情報学環・学際情報学府客員助教授を兼任。2006年7月末、国際大学グローバル・コミュニケーションセンター教授・主幹研究員を辞任。
2005年10月、東京工業大学世界文明センター人文学院特任教授に就任。2007年4月からは東京工業大学世界文明センター人文学院ディレクターも兼務。2007年3月、それまでのエッセイや論考をまとめ、3つの論文集（東浩紀コレクション）を講談社「講談社BOX」から相次いで刊行。2008年4月、北田暁大と共編で『思想地図』（NHK出版）を創刊。2010年から2011年4月まで朝日新聞誌上にて「論壇時評」を毎月担当。
2010年4月、早稲田大学文学学術院客員教授（任期付き）に就任、同時に合同会社コンテクチュアズ（後の株式会社ゲンロン）を創立。同年5月には、自身初となる長編SF小説『クォンタム・ファミリーズ』（新潮社）で第23回三島由紀夫賞を受賞。同年10月には、合同会社コンテクチュアズより第2期『思想地図β』を刊行。翌2011年1月末、合同会社コンテクチュアズの代表に就任。2012年、自らが編集する『思想地図』（『日本2.0』）において、新憲法草案「新日本国憲法ゲンロン草案」を共同執筆し、インターネット上に公開。

### 「ゲンロン」の創業 (2013年~)
2012年4月、合同会社コンテクチュアズを株式会社ゲンロンに社名変更。2013年3月末、早稲田大学文学学術院教授を自主退職。2013年以降、活動の主軸を、自身が創業した株式会社ゲンロンにおく。2015年3月、批評家の佐々木敦と共に「ゲンロン 佐々木敦 批評再生塾」を始動。同年12月、批評誌『ゲンロン』を創刊、責任編集を務める。
アカデミズムの自閉を逃れ、かといってジャーナリズムになりきることもない、そのような両義的な言葉──ミハイル・バフチンであればポリフォニーと呼んだであろうもの──は、かつてこの国では「批評」と呼ばれていた。（中略）本誌は、その復活を目的として創刊されている。—東浩紀、批評誌『ゲンロン』創刊にあたって、2015年
2017年、『ゲンロン0―観光客の哲学』で第71回毎日出版文化賞受賞。2018年12月より、代表取締役を上田洋子に交代し、株式会社ゲンロンの代表を退く。2017年10月、あいちトリエンナーレ2019の企画アドバイザーに就任するが、2019年8月に辞任。2019年6月、映像配信プラットフォームを提供・運営する合同会社シラスを設立、同代表取締役就任。2025年に開学したZEN大学にて知能情報社会学部の教授に就任した。

## 活動

### 1990年代
- 『批評空間』第1期第9号（1993年4月）に「ソルジェニーツィン試論：確率の手触り」を掲載し、評論家としてデビュー。なお、この原稿は柄谷行人が当時教えていた法政大学での講義に潜り込んで参加した東が、直接手渡したものである。
- 1994年10月より5年間にわたって、柄谷行人・浅田彰が編集委員を務めた「批評空間」で「デリダ試論」を連載。
- 1997年、『新潮』にて文芸時評を行った。『早稲田文学〔第8次〕』4月号に、「座談会 思考の地盤沈下―なだれおちる90年代批評をめぐって」と題した、池田雄一、伊東貴之との鼎談が掲載される。同誌5月号にも再び同じメンバーでの鼎談が「座談会 思考の地盤沈下」と題して掲載された。8月16日にはTBSラジオ「スピークスピリッツ」に出演。元東京少年の笹野みちるが司会を務め、竹熊健太郎と対談。『Voice』10月号では、連載企画「世紀末の対話」の第4回に登場。「文芸批評の呪い」と題して福田和也と対談した。

- 1998年2月、同棲していたほしおさなえと共に長野オリンピックを観に長野へ行ったがチケットを持っておらず競技の観戦は叶わなかった[23]。『批評空間』での連載は同年10月に『存在論的、郵便的―ジャック・デリダについて』[注釈 6]として新潮社から上梓された。発売から3週間で1万3千部[24]と人文書としては異例の売れ行きを見せる。帯に浅田彰による自著『構造と力』が過去のものとなったことを自認した言葉が載る[注釈 7]。2016年10月、杉田俊介はゲンロンカフェにて大澤聡がホスト役をつとめる討議シリーズ「論壇の現在地」に参加するにあたって、「東浩紀のデリダ論は「ゲーデル的な脱構築」と「郵便的な脱構築」の決定的な違いを論じた」と整理した。

- 1999年3月に発売された『批評空間』第2期第21号に東の参加した共同討議「いま批評の場所はどこにあるのか」が掲載される。鎌田哲哉、福田和也、浅田彰、柄谷行人と対談。3月29日、博士論文「存在論的、郵便的 : 後期ジャック・デリダの思想と精神分析」にて学位を授与される。1999年7月、複数の雑誌に掲載された論考等を集めた評論集『郵便的不安たち』を朝日新聞社から刊行。ポストモダン論からオタク文化などについて現代社会・文化・思想に関する幅広い発言・論考を展開。『存在論的、郵便的』で主題としたジャック・デリダ[注釈 8]のほかに、精神分析のジャック・ラカンを援用しつつ[注釈 9]、独自の思考を展開している。1999年10月4日号の『AERA』では表紙を飾った。また『存在論的、郵便的』により1999年のサントリー学芸賞を受賞。第12回三島由紀夫賞候補にも選出されたが受賞は逃した（鈴木清剛『ロックンロールミシン』（河出書房新社、1998年6月）、堀江敏幸『おぱらばん』（青土社、1998年7月）が同時受賞）。1996年の『エヴァンゲリオン論』（『郵便的不安たち』所収）以来、一般にはオタク系サブカルチャーとの関わりの面からの注目度が高い[注釈 10]。

### 2000年代
- 2000年1月、ウェブマガジン『TINAMIX』を創刊。責任編集を務める（『TINAMIX』の更新は一年半継続した。2018年7月現在、アーカイブが公開されている[25]）。同年3月、責任編集を辞任。公式サイト「hirokiazuma.com」を開設。5月、村上隆が企画して渋谷パルコで開催された「SUPER FLAT展」のコンセプトブック『スーパーフラット』に村上隆論を寄稿[26]。村上の作品をジャック・デリダを援用しつつジャック・ラカンの「想像界」から「象徴界」への移行を軸として理論化し、「スーパーフラット」をポストモダンの最もラディカルな表現形態であると評価した[27]。7月11日、批評プロジェクト「網状言論」を立ち上げる[28][29]。新書館の雑誌『大航海』2000年8月号の1990年代特集で宮台真司と対談。同年11月、CD-ROM「『不過視なものの世界』appendix no.1」、「『不過視なものの世界』appendix no.2」、「不過視なものの世界」販売記念バッジを販売。2000年から2001年まで、『小説トリッパー』に「誤状況論」と題する時評を連載。またこの頃から東は、「批評空間」が大塚英志と宮台真司を無視・村上春樹を低く評価している[注釈 11]点から1995年（オウム真理教事件・阪神・淡路大震災）以降の社会の決定的変化を無視していると判断し、デビューした雑誌でもある「批評空間」が「近くにいる他者の遠さに気がつく柔軟さ」を失っていると見なして距離を置いた[30]。11月15日に発売された博報堂の雑誌『広告』2000年11・12月号には「存在論的、広告的」スペシャルとして、「東浩紀のすごいデカい話」が掲載され、そこで山形浩生、村上隆と対談している。

- 2001年9月16日、池袋のメトロポリタンプラザにてイベント「網状言論F」を開催。主催は株式会社多聞。

- 2001年11月、『動物化するポストモダン―オタクから見た日本社会』[注釈 12]を発表[11]。これは『ユリイカ』誌上で2001年に連載された「過視的なものたち」をまとめたものであり[31]、「データベース消費」「動物化[注釈 4]」といった概念が提起されている。この著作はポストモダンの概念を使ってオタクの行動様式の変化を説明したものとして紹介されることが多いが、東浩紀自身としてはその逆で、同書の目的はオタクの行動様式を参照することによってポストモダンの概念を更新する[32]、サブカルチャーやネットカルチャーに接近することによってアカデミズムの権威主義を排することだったと述べている[33]。

- 2002年の春から夏にかけて私的研究会「網状研究会」を数回開催。麻枝准『AIR』（2000年）と新海誠『ほしのこえ』（2002年2月2日公開）の比較発表などを行ったが反応は少なかったという[34]。同年4月18日、柄谷行人は「子犬たちへの応答」とした文章をネット上に発表し、東、鎌田哲哉、大杉重男、千葉一幹ら、「批評空間や群像新人賞から出てきた」書き手について「全面的に私の言説の中で育ってきて、一人前になるために、そこから出ようとして、まず私にからみ攻撃する。しかし、それでは私に対する従属をますます認めることにしかならない」とし、彼らには「たんに、何か派手に有名になりたいという根性があるだけだ」と批判。さらに「この連中には文学的能力がない。もともと「批評の批評」しかやったことがないから、小説が読めない。教養がない。語学力もない。これらは致命的な欠陥で、彼らがまともな批評家になれるわけがない。（その点で、何はともあれ、私は福田和也を文芸批評家として認める。）」と続けた。同年9月1日、商業文芸誌『新現実』を角川書店より創刊。責任編集を務める。また、9月25日には大塚英志・斎藤環・前田真宏・大地丙太郎・藤島康介・由水桂との共著『「ほしのこえ」を聴け』がアニメージュ叢書第2弾として刊行された。

- 2003年、RIETI（独立行政法人経済産業研究所）において、「デジタル情報と財産権」に関する研究会に加わった[12]。8月29日～30日には『ハイパーネットワーク2003別府湾会議』に国際大学GLOCOMの所属として参加。その他、荒野高志（インテック・ネットコア）、伊藤穰一（ネオテニー）、尾野徹（コアラ）、杉井鏡生（インフォメーション・コーディネーター）、関根千佳（ユーディット）、高木治夫（みあこネット）、中村伊知哉（スタンフォード日本センター）、丸田一（国際大学GLOCOM）、公文俊平（国際大学GLOCOM）、宇津宮孝一（大分大学）、会津泉（アジアネットワーク研究所 ）らが発表を行った。2003年12月～2005年1月にかけてメールマガジン「波状言論」を発行・配信。

- 2004年、GLOCOMの東浩紀研究室にて「ised」（情報社会の倫理と設計についての学際的研究 Interdisciplinary Studies on Ethics and Design of Information Society）[13]を立ち上げ、情報社会に関する研究に取り組んだ[14]。またGLOCOMの機関誌『智場』[35]の発信編集局長を務め、WinnyなどのP2P、SNS、Web2.0について特集、金子勇の講演レポートや梅田望夫と公文俊平の対談（司会鈴木健）を掲載するなど、新しいタイプの情報社会系批評誌を模索した。また、前述の麻枝准『AIR』など、美少女ゲームの物語性に着目した批評同人誌『美少女ゲームの臨界点』シリーズを刊行。この自主制作は後の出版社ゲンロンへ繋がっていくことになる。

- 2005年5月12日、ライトノベル作家の滝本竜彦とロフトプラスワンにてトークイベント「降りる自由と僕たちの未来」を開催。6月6日、午後1時半ごろ娘が生まれる。名前は『CLANNAD』のキャラクター「汐」と胎児用聴診器「心音ちゃん」から汐音とした。
- 2005年11月6日、ICC（NTTインターコミュニケーション・センター）にて、鈴木健、白田秀彰とトークイベント「ised＠ICC：情報社会をオープンにする」を開催。

- 2006年、ライトノベル作家の桜坂洋、GLOCOM研究員の鈴木健との共同プロジェクトとして「GEET STATE」を開始[36][37]。当初はGLOCOMにおけるisedの後継プロジェクトと位置づけられていたが、東のGLOCOM辞任[15]を受けて個人ベースの共同プロジェクトとして開始された。このプロジェクトは、環境管理型権力が全面化した社会の未来予測（2045年の日本社会を舞台として設定）とエンターテインメントの両立を図ろうとするものである[38]。

- 2007年1月、北田暁大との共著『東京から考える 格差・郊外・ナショナリズム』を刊行。3月、『ゲーム的リアリズムの誕生』を刊行。また、それまでのエッセイや論考をまとめ、『文学環境論集 東浩紀コレクションL』、『情報環境論集―東浩紀コレクションS』、『批評の精神分析 東浩紀コレクションD』（DはDialoguesを指す。宮台真司、村上隆、大澤真幸、巽孝之、斎藤環、高木浩光、佐藤心、更科修一郎、元長柾木、福嶋亮大、稲葉振一郎、仲俣暁生との対談を収録）の3つの論文集を講談社「講談社BOX」から刊行した。

- 2008年2月9日、東京都文京区の千石空房にて宇野常寛と「決断主義トークラジオ Alive2 ビューティフル・ドリーマー」の公開収録を行う。同年、『東浩紀のゼロアカ道場』を講談社BOXにて開催。また、4月にはNHK出版から北田暁大と共編で、思想誌『思想地図』を刊行。同誌は、後に東自身が立ち上げる出版社ゲンロンに引き継がれ、以降、東の活動拠点となる。12月に発売されたムック本『アニメージュオリジナル vol.2』にて山本寛と対談。

- 2009年1月28日（水）、東京工業大学世界文明センターで開かれた公開シンポジウム「アーキテクチャと思考の場所」にて司会者を務める。登壇者は浅田彰、磯崎新、宇野常寛、濱野智史、宮台真司。春、新批評研究会を立ち上げる。「ゼロアカ道場」の第五次関門や第一期「思想地図」を経て新たな書き手候補のネットワークができつつあったことがきっかけであった。参加メンバーは東、宇野常寛、市川真人、藤村龍至、福嶋亮大、濱野智史、黒瀬陽平、西田亮介、浅子佳英、入江哲朗ら。この研究会がコンテクチュアズの母体となった。7月23日、自身のブログ『東浩紀の渦状言論　はてな避難版』に「『ニッポンの思想』と『ストリートの思想』」というエントリを投稿。佐々木敦『ニッポンの思想』（講談社、2009年7月）と毛利嘉孝『ストリートの思想』（NHK出版、2009年7月）を取り上げ「基本的には前者は東浩紀派（？）肯定の本、後者は否定の本」と整理した上で、「毛利氏の筆致には党派性は感じず、むしろすがすがしい気がしました。毛利氏とは確か数度お会いしたことがあるはずで、どこかで対話できたらよいな、と思います」と書いている[39]。民主党政権誕生後の11月13日には「大竹まこと ゴールデンラジオ!」（文化放送）に出演。のちに「ぼくは政権交代の直後に、リベラルで知られる団塊世代の芸能人がMCを務める、あるラジオ番組に出演したことがある。民主党に懐疑的な意見を述べたときの、あのゴミでも見るかのような侮蔑の視線は忘れることができない。」と振り返っている[33]。

### 2010年代
- 『文學界』2010年1月号に堀江貴文との特別対談「日本をすっきりさせるために」が掲載される。勝間和代がツイッター上でデフレ脱却政策を求めて署名運動を行ったことに対して、「最近は若い人たちも含め、勝間さんのようなリフレ派に賛同する人が多いですね。やはり日本人は、2010年代になろうとする今も、国がなんとかしてくれるはずだと思っています。想像力が追いついていないんですかね。」と発言。2010年3月に東京工業大学世界文明センターの主催の国際シンポジウム「クール・ジャパノロジーの可能性」に出席。5日（金）は東、宮台真司（首都大学東京）、毛利嘉孝（東京藝術大学）がパネリストとして、大塚英志（神戸芸術工科大学）、ジョナサン・エイブル（ペンシルバニア州立大学）、ヘザー・ボーウェン＝ストライク（ロヨラ大学）、シュテフィ・リヒター（ライプツィヒ大学）がコメンテーターとして、クッキ・チュー（シンガポール国立大学）がモデレーターとして参加。6日（土）は東、黒沢清（映画監督）、宮台真司（社会学者）、村上隆（現代美術家）、キース・ヴィンセント（比較文学者）が登壇した。シンポジウムの内容は同年8月に『日本的想像力の未来――クール・ジャパノロジーの可能性』 として書籍化されている。
- 2010年4月、浅子佳英、入江哲朗、李明喜らとともに合同会社コンテクチュアズ（出版社）およびコンテクチュアズ友の会を発足させた。友の会の特典としては、1年分の『bis』、新批評研究会の会報、公式キャラクター「むりゃかみゆう」のイラストが付いた会員証、会員限定のオフ会を予定していた[40]。社名であるコンテクチュアズはコンテンツとアーキテクチャを合わせた言葉である。同年5月、『クォンタム・ファミリーズ』にて第23回三島由紀夫賞受賞。6月、「東浩紀とニコニコ生編集！～思想地図bis編集会議×新批評研究会～」を主宰。『新潮』7月号に千葉雅也、國分功一郎との鼎談が掲載される。8月28日、インターネットラジオ番組「八木たかおの荒野のコナイパー」第16回にゲスト出演。

- 2011年2月10日～11日、東京大学大学院総合文化研究科広域システム科学系で特別授業を行った。講義タイトルは「広域システム科学特別講義III」。ハンナ・アーレントやゲオルク・ヴィルヘルム・フリードリヒ・ヘーゲルの説く「理性的な熟議」に対するカウンターとしての「動物的な「一般意志2.0」」 がニコニコ動画などのソーシャルメディアによって実現される可能性を説いた。

- 2011年3月11日、東北地方太平洋沖地震発生（東日本大震災）。ショックを受け、新たな活動を模索するようになる[41]。当初は批評家としての活動を中心としており、2009年には、「これからどのような人生を送ったとしても、ぼくの批評へのこの愛は変わることがないと思います」[42]と述べていた。一方、震災後のデモの盛り上がりに反比例するかのように、政治やサブカルチャーやネットカルチャーへの期待を無くしていき、哲学へ回帰していく[33]。

- 2012年に東が代表取締役社長兼編集長を務め、合同会社コンテクチュアズを株式会社ゲンロン（友の会は「ゲンロン友の会」）として改称改組した。ゲンロン社は思想誌・学術誌の『思想地図』などを刊行している出版社であるが、その他にも、ニコニコ動画・Ustreamの番組配信、トークイベントの開催、メールマガジン（Magalry（マガリー）東浩紀責任編集メールマガジン「ゲンロンサマリーズ」）など、出版外の活動も多い。同年2月24日、津田大介と共に第98回紀伊國屋サザンセミナー「政治をアップデートする―ツイッター、一般意志、未来社会」を開催。東自身は、ゲンロンを「役所や大学ではできない公益性の高いコンテンツを作る営利企業[43]」と位置づけている。同年7月29日、Chim↑Pomとのトークイベントにて「福島第一原発観光地化計画」を提案。9月には同プロジェクトを立ち上げ[44]、計画について週刊プレイボーイにて西中賢治のインタビューを受けた[45]。

- 2013年1月には「自分がかつて批評家然として妙に偉そうだったことについては、ほんといろいろと反省しており、そしてその失敗については一生かけて責任とってくしかないなあとか思う」[46]と述べた。同年2月1日、ゲンロン本社近くに飲食可能なイベントスペースとして「ゲンロンカフェ」[47]をオープン。出版以外の活動も行うようになった。文理融合（文系と理系、学際などの頁を参照）をコンセプトとしたカフェで、ゲンロン主催のイベントが行われている。代表的なイベントとして、各学問分野から多数の学者、研究者やジャーナリストなどを招聘して行う連続講義「ゲンロンスクール」がある。「ゲンロンカフェ」および「ゲンロンスクール」の特徴について、東浩紀自身は「講座終了後も、会場＝カフェに居残って聴講者同士、あるいは講師と歓談が続けられるところ」としている。また東は、読者の考えていることは書き手にとって貴重な情報であり、ゲンロンカフェは読み手と書き手のマッチングの場として機能すると語っている[48]。同年4月8日～15日には、開沼博、津田大介、新津保建秀、小嶋裕一、助田徹臣と共にウクライナへ行き、旧チェルノブイリ原子力発電所を視察。『思想地図』などにおいて提唱してきた「福島第一原発観光地化計画」に関わる例としてチェルノブイリを取り上げ、「チェルノブイリ・ダークツーリズム・ガイド」として『思想地図』に手記や論考などをまとめた。同年11月11日、聞き手に徳久倫康を迎えて「『福島第一原発観光地化計画』の哲学とそのゆくえ」と題した番組を配信。15日に発売を控えた『福島第一原発観光地化計画 思想地図β vol. 4-2』の宣伝を行った。福島第一原子力発電所跡地付近の復興計画として『福島第一原発観光地化計画』を提唱している[49][50][51]。番組内で宇野常寛、國分功一郎、藤田直哉、濱野智史、荻上チキ、古市憲寿が批評家を名乗るのは宮台真司や大塚英志のような「戦ってきた奴ら」に対する冒涜であると発言。同年12月7月、日本映画大学の講義「ジャーナリズム論」において大澤信亮と対談を行う。あらかじめ対談の内容を『文學界』2014年2月号に掲載することを双方了解していたが、翌日になり東は掲載取りやめを打診するメールを大澤に送付[52]。大澤は「著作権上、一方の拒否があれば受け入れざるを得ない」として東の意思をやむなく受け入れ対談はお蔵入りとなった[53]。12月14日（土）、國分功一郎とゲンロンカフェで対談「来るべき民主主義――デリダ、ドゥルーズ、柄谷行人」を行う。

- 2015年3月2日、批評家の佐々木敦と共に「ゲンロン 佐々木敦 批評再生塾」を始動させた[18]。東自身は批評再生塾のコンセプトを「いわば批評家養成ギプスmeetsゼロアカ」と説明している[54]。3月22日には「今回の批評再生塾、おかげさまでたいへん好評。でもそれは大半が佐々木さんの力だと思う。ぼくの読者はネットでわーわー言うだけで、まず批評塾なんて来ない。金も出さない。ぼくにはそういう認識があったので、佐々木さんと組むことにした。佐々木さん、すごいですよ」と自身の読者について分析すると共に批評再生塾の盛り上がりをもたらしている佐々木敦を賞賛した[55]。3月25日、小林よしのり、宮台真司をゲストに迎えてゲンロンカフェにて「日本を変えるにはテロしかないのか？」と題したトークイベントを行った。同年8月から10月にかけて社会学者の開沼博との往復書簡「脱福島論」を毎日新聞上で連載した。10月、小林よしのり、宮台真司との鼎談をまとめた『戦争する国の道徳　安保・沖縄・福島』を幻冬舎より刊行。11月5日、ゲンロンカフェにて『戦争する国の道徳』刊行記念トークイベントを共著者である小林、宮台を迎えて行った。11月11日、「民主主義ってどれだ？」と題したニコニコ生放送に出演。津田大介、奥田愛基、本間信和と語り合った。
- 2016年6月17日発売の『小説トリッパー』夏号にて「批評再生塾」が特集された。同特集内の佐々木敦との対談にて東は「じゃあこれから鈴木謙介や西田亮介が誰かを生み出すかというと、彼らはもう研究者や大学院生しか育てたいとは思っていないでしょう」と述べている。12月26日、J-WAVEの番組「JAM THE WORLD」（月曜担当ナビゲーター：津田大介）のワンコーナー「BREAKTHROUGH!」に出演。企画「月イチあずまんリターンズ」が放送され、そこで2016年の5大事件として、「世界各地でテロ」「アメリカ大統領選でトランプ氏が勝利」「イギリスが国民投票の結果、EUから離脱を決定」「参院選で与党が大勝」「障害者施設殺傷事件」を挙げた。
- 2017年5月27日、アンスティチュ・フランセ東京にて「第5回　哲学の夕べ　－遊びについて－」に参加。石田英敬、ベルナール・スティグレールと共にラウンド・テーブルに登壇した。12月10日、「ゲンロンカフェ ＠ VOLVO STUDIO AOYAMA」第2回として國分功一郎と「いま哲学の場所はどこにあるのか」と題した対談を行った。18日にはJ-WAVEの番組「JAM THE WORLD」（月曜担当ナビゲーター：津田大介）のワンコーナー「BREAKTHROUGH!」に出演。企画「月イチあずまんフォーエバー！」が放送され、そこで2017年の5大事件として、「小池旋風の明と暗」「カタルーニャ独立の住民投票で賛成派圧勝」「座間9遺体事件」「ラスベガス銃乱射事件」「北朝鮮ミサイル問題」を挙げた。
- 2019年、令和元年。「新元号を生きる若い読者たちに伝えたいことがある。かつて日本には大きな可能性があった。同じようにぼくたちの世代にも可能性があった(あたりまえだ)。平成の三〇年は、空虚な祭りを繰り返してその可能性を潰してしまった」「ぼくは新元号では、そんな空回りを止めて、社会をよくすることなど考えず、地味にできることだけをやっていきたいと思う。」と表明した（#人生論も参照）[33]。

### 2020年代
- 2020年6月2日、新型コロナウイルス騒動の自粛ムードに違和感を覚え、かつてはtwitterでブロックするなど敵対関係にあった外山恒一と対談[56][57]。
- 2021年5月9日、50歳を迎える。前日、40代最後に観賞した映画は『機動戦士ガンダム 逆襲のシャア』である。
- 2022年、SNSを辞める。「強くオススメする! 3年近く前にも一度やめてるんだけど、そのときよりもいっそう解放感が大きい。つまりそれだけ、SNS上で"なんとか警察"みたいな人が増えて、日々もめ事があり、それなりに名のあるいい年した人たちがののしり合う、という状況が加速したんだろう」と述べている[58]。
- 2023年9月2日、脱構築研究会の主催で「25年後の『存在論的、郵便的』から『訂正可能性の哲学』へ」と題されたシンポジウムが開かれ、専修大学神田キャンパスにおいて東浩紀と発表者によるディスカッションが行われた[59]。シンポジウムの内容は『25年後の東浩紀: 「存在論的、郵便的」から「訂正可能性の哲学』へ』と題して2024年に書籍化[60]。

## 哲学

### ポストモダン
東浩紀はフランス現代思想の研究者として出発し、大学在学中より批評活動を行っていた。『批評空間』に連載されていたジャック・デリダに関する論文は1998年に『存在論的、郵便的―ジャック・デリダについて』として新潮社より単行本化され、翌1999年、東はそれを博士論文として東京大学へ提出した。
デリダを研究するきっかけとして、そもそも教科書や童話を除くフランス語文献として初めて読み通した書物がデリダの『Khôra』（フランス、1993年出版）だったという。以降もデリダ論を扱い、自身をデリディアンとすることもある。デリダの作品において、東浩紀が高く評価している書物は『グラマトロジーについて』である。デリダという哲学者について、東浩紀はTwitter上で次のように述べたことがある。

【デリダとは】仏哲学者。20世紀のすぐれた哲学者の常として「哲学なんていみなくね？」というのをすごく哲学的に言って、ややこしくなってしまったひと。でも基本の着想はいいので哲学の呪縛から解き放たれればいい仕事できた可能性がある。東浩紀はその可能性を「郵便的」と呼んだ。以上。」

東大教養学部時代は科学史・科学哲学に属し、分析哲学に関する勉強もしていた。東浩紀のデリダ論は、博士論文が有名であるが、学部の卒業論文から、修士論文、博士論文まで一貫してデリダを扱っている。ただし、修士論文はジャック・デリダとともにミハイル・バフチンを取り上げて比較検討する論文を書いている。大学院時代の専門は、一般に現代思想という言葉で理解されているが、厳密に示すならば、言語哲学とコミュニケーション論である。
大陸哲学系の現代思想は、しばしばソーカル事件の影響から、科学および数学領域の専門家から批判を受けることがあるが、東浩紀は、必要に応じて、そうした指摘への配慮も行っている。そもそも東浩紀は、東大教養学部時代、科学史・科学哲学分科で過ごしていた。そこで東浩紀は、後に自身が博士論文で引用することになる、柄谷行人のゲーデルの不完全性定理に対する解釈の誤り（先走り）についてよく教えられ、件のソーカル事件についても、ソーカルの指摘の正当性に同意し、文書にしている。前述の通り、東浩紀は、後の博士論文『存在論的、郵便的』において件の柄谷のゲーデル解釈に着想を得て柄谷行人を引用しているが、そのことについては、そもそも1980年代から1990年代の日本の現代思想そのものが柄谷たちの数学的誤りを認め受け入れた上でそれでもなお有効な柄谷たちの思想構造の有用性を肯定し引用することによって成り立っているという歴史的文脈があり、その歴史的延長線上で研究活動をしている東浩紀は、あくまでもその歴史的文脈の中において柄谷行人を引用しているに過ぎない。さらに同書においては、東浩紀が直接的にクルト・ゲーデルを引用したことはなく、あくまでも柄谷行人を引用する中において柄谷が引用したゲーデルが登場しているのみである。ただし、脱構築はデリダの中核的思想であり、柄谷は脱構築を不完全性定理そのものとしている訳で、それらを脇に置くことはできないという再批判もありうる。さらに、ヒルベルトのプログラムがゲーデルによって実行不可能と分かったという、広く共有されているストーリーがそもそも誤りで、ゲーデル自身は「すべての数学的命題の真偽は決定可能」という信念を捨てなかったという田中一之による根本指摘がある。（以上、数学、科学的基礎に関する指摘について）
近代の哲学者ルソー（18世紀）を主題とした著書『一般意志2.0』は、「一般に学問の世界では許されない」蛮勇であることを自覚して書いたものである（後述#哲学を参照）。その上で、東浩紀は、自身のそのような「蛮勇」を読んだ後続の若手研究者の中から、ライプニッツ（17・18世紀）、スピノザ（17世紀）、デカルト（17世紀）などの近代哲学の古典を「おれなりに乱暴に読み直す」、自身のような蛮勇を継承する人物が生まれることを期待している。18世紀以前の思想を読み返す試みには、東浩紀の思想史観に依拠した理由がある。19世紀から20世紀にかけて哲学の主流にあって、ヘーゲルの思想からマルクスの思想を基調とする理性主義というある種のオカルトが破綻したため、21世紀の思想は、18世紀に回帰していると考えている。また、思想史的にはマルクスやニーチェがヘーゲルを批判し、東浩紀自身が研究していたポストモダニズムは思想史の系譜から見てそのマルクスやニーチェの直系に位置するのだが、東浩紀は、マルクスとニーチェがヘーゲルを乗り越えられていたかどうかについては疑問が残るとした上で、当事者意識として、ポストモダニズムの無力さを感じるとしている。東浩紀は、徹底した唯物論者である。

### 文学
自身について、「本当に好きなものは何ですか」と問われれば、「ドストエフスキーです」とか「ソクラテスです」と答える人であるとしている。ギリシア哲学のソクラテス、プラトン、アリストテレスについては、ツイッター上で以下のように説明した。

ソクラテスは基本的には電波来てる飲んだくれの男で、プラトンはその飲み話を延々とtsudaってtogetterにまとめていたストーカーで、アリストテレスはそのtogetterを真に受けて巨大なまとめサイト作った誇大妄想の男だとか思っておけばだいたいのことはわかる

國分功一郎との対談では、その発言を前提として、プラトンやアリストテレスのことはよく分からず、一貫してソクラテスのことだけが分かるとした上で、自身もソクラテス（ふらりと飲み屋に現れて引っ掻き回して帰っていく男）のように生きていきたいと語っている。
中学生の頃、新潮文庫に収められているノーベル文学賞受賞者の作品を読んでいくというプログラムを立て、そこでアレクサンドル・ソルジェニーツィンと出会う。ロシア文学に強く影響を受ける。
ぼくはもともとロシアが好きだった。高校時代はドストエフスキーとソルジェニーツィンを愛読し、タルコフスキーの映画を好んで見ていた。大学入学時には第2外国語として迷わずロシア語を選んだ。修士論文ではデリダと並べてバフチンを読んだ。—東浩紀、ゲンロン6 特集:ロシア現代思想I
2009年に発表し三島由紀夫賞を受賞した『クォンタム・ファミリーズ』では、小説の作品世界を通して、哲学の問題を反映させ、可能世界論の問題などを扱っている。東自身はその哲学の主著の一つである『存在論的、郵便的』の続編だと述べ、國分功一郎（哲学者）と千葉雅也（哲学者）との鼎談などにおいて、同書と哲学について言及している。

### 神、超越
オカルト、神秘体験、超能力などの類は一切信じず否定するものの、神だけは「信じている」とする。その神は、世界と運命の無限回の施行の中で「今回」こそがトゥルーエンドに繋がるはずだという確信を与えてくれるもの、すなわちライプニッツ的な神であるとしている。
哲学や文学は神を召喚するための言葉であるとした上で、神を必要としない人たちにとってそれらは意味がないと指摘している。それと同時に、神（超越）を信じない人と一緒に仕事をすることはできないと表明している。東浩紀曰く「神を信じるというのは、この卑俗な現実を超える人間の能力を信じるということ」である。また、神は「コミュニケーションツール」であるとも発言している。神を信じるか信じないかについては、「見えるか見えないかだ。見えない連中がなにを言おうが知ったことか」と言う。
なお、以上のように東の語る「神」は当然、宗教的な人格神のことではなく、あくまでも形而上学という学問を成立させている概念としての「超越」である。留意の上、そちら（超越）の記事も参照されたい。重ねて、先述の通り東が徹底した「唯物論者」を自認していること、また人間が見出す超越論性について、ハーバート・サイモンの「認知限界」を例示しながら経験的なネットワークが超越論性を見出すという考えを述べていることにも留意の上、東の形而上学と超越性、超越論性の理解の詳細については、東の専門である言語哲学とコミュニケーション理論の観点から論じられた主著『存在論的、郵便的』を参照されたい。

### 二元論
自らの哲学の原点を二元論であるとする。その二元論は、東の哲学の主著である『存在論的、郵便的』において、「誤配」という概念を提示し語られた、二つの超越論性に示される。またその二元性は、『一般意志2.0』において、人間の人間性の原理における言語的コミュニケーション（熟議）による「人間的単数的公共性」とともに、動物性の原理を介して憐れみの海から「誤り」により起こる「動物的複数的公共性」の議論が展開されていることに直結する（#哲学を参照）。また『動物化するポストモダン』で語られた「動物化」も、その二元論の議論による概念である。東は、著書『一般意志2.0』を、非常にコンセプチュアル（概念的）な書物だとしている。「誤配」は、東にとって、『存在論的郵便的』以降『一般意志2.0』なども含めたあらゆる仕事において、その二元論の中核となる、非常な重要な概念である。
「誤配」を重要な概念として語られる、単数的な超越論性に対する複数的な超越論性の議論は、無論『存在論的、郵便的』の目的であるジャック・デリダの哲学に対する読解から導き出されたものであるが、同時に東浩紀は、フェリックス・ガタリの著作を非常に重要視している。それは、ガタリの有名な著作である『分裂分析的地図作成法』への言及である。東はガタリが著作内に示した「四つの存立性の区域」に関する図表を重要視する。そこでは、「現実的」対「可能的」の対立と「実在的」対「潜在的」の対立という二つの対立の交差により構成される四区域が示されている。
ガタリの「分裂分析」が東浩紀に与えた影響は大きく、國分功一郎との対談では、『存在論的、郵便的』から十三年後に発表した自身の著作『一般意志2.0』において言及している「動物的公共性」と「人間的公共性」、そして「動物的市場」と「人間的市場」（最後の「人間的市場」については『一般意志2.0』において言及されているものではなく、『震災ニッポンはどこへいく』の中で「あるかもしれない」と述べられているのみ）などの区分は、ガタリの「分裂分析」を捉え直したものだと明言した。また、東浩紀が編集している『思想地図』の誌名は、ガタリの『分裂分析的地図作成法』に由来している。
東は、「合理性と欲望のあいだに張り渡された綱としての人間」という自らの哲学における人間観について、「ニーチェは「人間とは動物と超人のあいだに張り渡された綱である」とどこかで書いているけど、ぼくはその箴言に忠実に哲学をやっているつもり」と説明したこともある。

### 哲学の自己証明
2012年、國分功一郎との対談の中で、今日この時代における「哲学の自己証明」の必要に言及した。哲学の有用性を市民に対し証明し続けていた古代の哲学者ソクラテスを取り上げ、彼のような人物が哲学者のスタート地点だとしつつ、「今、哲学がなぜ必要なのか」、「哲学の自己証明が必要だ」と述べた。また、言論人としての姿勢と物書きとしての欲望の大きさについて言及し、10年や20年の社会変化だけを見て話をする「つまらない」論壇にはもう興味が無いとし、500年や1000年、2000年単位で歴史を見ながら物事を考えたいとしている。また、自らの仕事については「消費社会と情報化社会が可能にした新たな社会思想を作りたい」と表明しつつ、そのことを著書の『一般意志2.0』と絡めて語った。その後行われた梅原猛（哲学者）との対談の中でも、歴史の話がなされている。梅原との対談の中で、2011年の東北地方太平洋沖地震に伴う福島第一原子力発電所事故を「文明災」と位置付けた梅原の議論に対し、特に文明の長い歴史から考えるという点に賛同し、現代の文明を創り上げてきた西洋哲学の歴史的な再検証の必要性と、西洋哲学を超克した先に日本においてだからこそできる新しい哲学というものへの展望について期待と意欲を示した。このことについてはこの対談をする以前に、先述した2月時点の國分との対談でも既に言及しており、エジプト文明では太陽が神であったにもかかわらずギリシア以降太陽が忘れ去られてきたその長い歴史にまで言及して太陽エネルギーを語る梅原猛を賞賛し、やはり長い歴史から物事を考える必要があることを強調している。また、どちらの対談においても、「人間の欲望」の重要性について言及している。（國分との対談について）
上述のような経緯もあり、日本の哲学界における梅原の存在を非常に高く評価し、尊敬している。

### 社会思想・政治思想
東浩紀はフランス哲学の研究者として知られるが、社会思想については、ローティ『偶然性・アイロニー・連帯』、ピーター・シンガー『実践の倫理』、ノージック『アナーキー・国家・ユートピア』など、英語圏の思想に傾倒する。東浩紀は自身の社会思想について、そういった英語圏の伝統がフランス現代思想系ポストモダンの「上」に載っかっているとしている。
また、高橋哲哉や鵜飼哲などの研究者がジャック・デリダの思想を援用しつつ左派系の社会思想を展開していることについて、デリダ研究者でもあった東浩紀は、そういった社会思想や社会運動そのものは良いとしながらも、それらとデリダ哲学を結びつけることには論理的な飛躍があるとし、非難している。
また東浩紀は、ジル・ドゥルーズに関する研究を踏まえて社会運動を展開する國分功一郎についても、社会運動そのものは良いがそれとドゥルーズ哲学は結びつかないのではないかとし、同様の指摘をしている。
社会思想に関わる東浩紀の哲学概念の中で、一貫して非常に重要な概念となる「動物化」は、その著書『動物化するポストモダン』（2001年）において提示されたものである。アレクサンドル・コジェーヴが著書『ヘーゲル読解入門』において示した欲望と欲求の差異に基づく人間と動物の定義を引用しつつ、東浩紀は、独特の行動様式を持つと考えられていたおたく文化圏を分析素材にしつつ、現代社会における人間の様態を、「動物化」、「データベース消費」といった概念を提示することで論じた。人間性と動物性の二項対立は、『動物化するポストモダン』以降東浩紀の人間観における中核をなし、他のあらゆる議論に通底している。東浩紀を引用しながら同じく「動物化」を論じた國分功一郎（『暇と退屈の倫理学』を参照）との対談の中で、東浩紀は、その人間観において「常に人間の原理と動物の原理は同時に動いている」、「人間と動物、両方あるのが本当の人間である」と発言し、二元論を強調している。これは、一元論で思考する國分が、一元的秩序の中に動物と人間を並べ、人間の生成を論じているため、その哲学の原理的な差異を説明した発言である。人間の原理と動物の原理の二項対立によって語られる「動物化」の議論は、後に『一般意志2.0』（2011年）において語られる人間的公共性と動物的公共性の対に受け継がれるものであり、遡れば『存在論的、郵便的』（1998年）において語られた単数性と複数性の対としての二つの超越論性の二項対立に通底するものであり、このように、東浩紀の議論は、一貫して二元論に従っている。東浩紀は、「哲学的に言えば、弁証法が生み出す単数的人間的公共性に対抗して、＜「誤配」が作り出す「動物的複数的公共性」を考える＞というのが「一般意志2.0」の構想で、これは存在論的郵便的と動物化するポストモダンの完全な延長にあるプロジェクトです。」と発言し、『存在論的、郵便的』、『動物化するポストモダン』、『一般意志2.0』の三つの仕事の関連について説明している。
2002年、「情報自由論」と題する論考を『中央公論』（2002.7～2003.10）に連載していた。当初、東は、同書を「『動物化するポストモダン』と対をなし、東浩紀の現代社会論の中核」であるとし、規律訓練型権力（人間の「人間的」「主体的」部分に焦点を当てた管理手法）は近代の時代を、環境管理型権力（「動物的」「身体的」部分に焦点を当てた管理手法）はポストモダンの時代を特徴づける歴史的な概念としていたが、情報社会論と社会思想における東自身の立場の転換から、自由に関する議論自体の再考を余儀なくされ、「情報自由論」の単独での書籍化は断念された。同論考は、『情報環境論集東浩紀コレクションS』に掲載されている。書籍化の断念については、波状言論「情報自由論」において東自身の説明と、論文の全文が掲載されている。
「情報自由論」での挫折を経て以降約十年の歳月をかけ、東は2011年に『一般意志2.0』を出版した。出版後の國分功一郎との対談の中で東は、1998年に『存在論的、郵便的』を出版して以来十数年が経ち、様々な経験を経た上で、そもそも自身の哲学の原点である『存在論的、郵便的』で構想していたもの、「誤配」の概念や二つの超越論性など、自身の哲学の原理が、再びそのまま社会思想として立ち返ってきているという感覚があると語っている。そして、『存在論的、郵便的』の内容を翻訳していくとそのまま『一般意志2.0』になるとも語っている。國分功一郎も、『一般意志2.0』には、『存在論的、郵便的』で語られた「郵便」、『動物化するポストモダン』で語られた「データベース消費」というものがそのまま受け継がれ、また「情報自由論」での失敗の経験が反映されていると、書評において分析している。『一般意志2.0』は、前節「哲学の自己証明」にも述べた通り、『動物化するポストモダン』以降彼が構想していた、消費社会と情報化社会が可能にした社会思想の一つの例でもある。そこで語られていることは、ジャン＝ジャック・ルソーの時代には全く知られ、または想定されていなかった哲学的概念や科学技術（ジークムント・フロイトの集合的無意識やクリストファー・アレグザンダーの都市計画理論など、あるいはインターネットとそこに展開されているSNSなど）を用いて、ルソーのテクストとそこに示される一般意志の解釈を試みている。このことについて、東は同書本文中に「そのような蛮勇は、一般に学問の世界では許されない」ことを自覚する旨を記し、「本書はあくまでもエッセイである」としている。また東は、このように古典を「現代的」に読み直すという取り組みについては、かつての師である柄谷行人から学んだものであり、『一般意志2.0』は柄谷から受けた宿題への回答のつもりでもあるとしている。
『一般意志2.0』において、東は、自身の二元論哲学と動物化の概念から、動物的な「憐れみ」によるセーフティーネットを公共性（動物的公共性、誤配によって起こる公共性）と解釈し、動物的公共性なるものを提示している。これまで社会哲学や政治哲学が専ら対象としてきた人間的公共性とともに、それと同時に動物的公共性も活用していくべきだという主張を行う。そこで、公共圏の生成には人間的な言語的コミュニーケションが欠かせないとしているアーレントとハーバーマスを批判的に引用している（東の視点では、アーレントやハーバーマスは、公共性の議論において、人間的公共性のことしか考えていない。動物的公共性についても同時に考察するところが、東のオリジナリティとなる）。また社会道徳、倫理について、東は、カント主義のような「普遍的」な道徳ではなく、「あくまでも目の前の存在に対する個別の憐れみ」を重視するべきだという議論を、ルソーやローティを引用しながら展開している。東は『一般意志2.0』の第一三章において、ルソーの「憐れみ」とローティの「アイロニー」を引用し、両者の議論について、非常に近い社会形成観があるとした。また、東自身も、ルソーやローティの議論と同じく、実践的な倫理は、目の前の存在に対する憐れみ、想像力であるべきだと主張する。また、ヘーゲルが想定していたような「絶対精神の具現化としての国家」は実践的に機能しないとも、東は発言している。
『一般意志2.0』は以上のような内容を持つが、一般にルソーはロールズの政治哲学に繋がると解されるものであり、東浩紀のようにローティに接近させることは独自性のある特異な解釈である。東は主流の思想史解釈に対し自覚的かつ意図的にカウンターをあてているのである。
21世紀初頭における、Twitterというメディアと、そのコミュニケーション（あるいはコミュニケーション不全）の形態の登場を、東浩紀は、思想史的、特に言語哲学的に非常に重大な事件と捉えている。『一般意志2.0』においても、「憐れみのネットワーク」の具体例として、Twitterというツールについて度々言及している。同書出版より少し前（2011年初頭）に東浩紀は、もしも自分がいま大学院生であればデリダ、ウィトゲンシュタイン、クリプキなどの理論を用いてTwitterと言語哲学に関する論文を書いていただろうという旨の発言をしている。また、「討議的理性とか近代的公共性とかの権化」のようなユルゲン・ハーバーマスがもしもTwitterを一瞬でも触ったならば、その事実だけを以て十分に思想的事件だろうとも発言している。
2017年、東は『存在論的、郵便的』、『一般意志2.0』などで展開した議論を踏まえ、『観光客の哲学』を自らの出版社ゲンロンから刊行した。

### 人生論
東浩紀は、『弱いつながり』の序文に当たる「はじめに」において、次のように説いている。
東は、『弱いつながり』において、「観光客」という概念を提出し、「観光客」という生き方を提案する。人間は、環境の産物に過ぎない。Googleが、その人物の過去の検索履歴や閲覧履歴から、思考や行動を予測しているように、その人物の人生は環境から予測可能であり、その上、その環境に閉じ籠もっている限り、その人物は、その環境の規定から外れた人生に移行することができない。そこで、東は、「観光客」として旅に出ることで環境を意図的に変え、「非日常」たる観光の中、自分が「村人」として暮らしている「日常」では得ることのできないノイズに晒され、新しい検索ワードを得ることを説く。「観光客」になることによって、自分が自分の属する場所の「村人」であることを忘れないながらに、しかし「村人」であることから一時的に自由になることができる。「観光客」は「旅人」でもない。ある一箇所に留まる「村人」と、留まることなく移動する「旅人」と、その二つの間を「無責任に」往復する人間を、東は「観光客」と定義する。そして、その旅にも決して過剰な期待はせず、あくまでも偶然性に身を委ねることを説く。
東浩紀の哲学は先述のように二元論を基礎としている。『存在論的、郵便的』では「郵便空間」と「誤配」の概念、二つの超越論性について説かれ、『動物化するポストモダン』では二つの原理にかかわる「動物化」について説かれ、『一般意志2.0』では「人間的公共性」と「動物的公共性」について説かれた。人生論と明記された『弱いつながり』では、東が旅先で思索した人間についての考察を軸に話を進めながら、「記号」と「記号にならないもの」、「言葉」と「モノ」、「必然性」と「偶然性」、「強い絆は計画性の世界」と「弱い絆は偶然性の世界」等々の二項対立が書き出されていき、その間を移動する存在として「観光客」が説かれる。その要所要所では、先行する著書に説かれた哲学の問題意識とのかかわりを説明している。東は「弱さ」や「偶然性」の大切さを確認した上で「偶然性に身を曝せ」と書いている。記号のみによって作られているインターネットへの接続を維持したまま、観光旅行という形で一定以上の時間をかけて体を移動させ、記号にならないものに触れよう、という『弱いつながり』の内容は、そのための行動について述べているものである。また、ある親からある子が生まれる偶然性について語り、人生の基礎にある偶然と、弱い絆としての親子関係についても述べられている。
『弱いつながり』の思想について、紀伊國屋じんぶん大賞受賞時の次のようなコメントを発表している。
自身の半生については2019年に振り返って以下のように述べている。

## 小説
2002年7月に『新現実』（大塚英志と共編）、2003年9月には『ファウスト』（太田克史編集）、といったサブカルチャー系、あるいはライトノベル系文芸誌の創設に関わり「これからは、アニメがオタク的想像力の中心を占める時代は終わり、ライトノベルとゲームの交差点にある新しいタイプの小説がその位置を占めることになる」と述べた。

### 影響
東浩紀は、サイエンス・フィクションのファンであり、SF作家小松左京を特に敬愛している。東が小説家活動と平行して行っている思想家としての活動にも、小松からの大きな影響がある。例えば、社会思想・社会哲学の論考『一般意志2.0』には、小松左京作品である『神への長い道』からの引用がある。そして、自身もSF小説家としての道を進むことになった。同時に文芸批評家としては、著書『セカイからもっと近くに』において、小松左京についての論考を書いている。
また、東浩紀は、新井素子も敬愛している。特に中学生時代にのめり込み、作家として同じ仕事に携わるようになってからもまともに顔を見て話すことができないほど尊敬しているという。東浩紀は、新井素子について、「新井素子という作家はぼくにとっていささか特別な存在で、彼女の作品を高く評価しているのかそうでもないのか、自分でもよくわからない。（中略）合理的判断を超えた影響力をぼくにもっている感じがする」と語っている。小松左京とともに、東は、著書『セカイからもっと近くに』において、新井素子についての論考を書いている。その他、様々なサイエンス・フィクションからの影響がある。
1990年代から2000年代前半に流行していた美少女ゲームのファンでもあり、泣きゲー作家の麻枝准を非常に高く評価し、これを批評する同人誌『美少女ゲームの臨界点』も制作した。東浩紀最初の単著長編小説であり、三島由紀夫賞を受賞した『クォンタム・ファミリーズ』は、麻枝准率いるKeyの諸作品がなければ存在しなかったとまで言う。文芸批評家としての側面も持つ東浩紀は、麻枝准と美少女ゲーム文化を文学史に残す試みに意欲を見せることもあった。美少女ゲーム作家において、文学史的に価値のある作家として、麻枝准と竜騎士07の2人を特に高く評価している。

### 執筆
2007年10月には『新潮』に桜坂洋との共作で『キャラクターズ』を発表。これが、東浩紀の処女小説作品となる。『キャラクターズ』は、筒井康隆の『大いなる助走』のパロディ作品として構想されたものである。その後、2009年には『クォンタム・ファミリーズ』を刊行し、前述のとおり2010年第23回三島由紀夫賞を受賞した。『クォンタム・ファミリーズ』は平行世界を扱ったサイエンス・フィクションであった。『クリュセの魚』は、火星を舞台にしたサイエンス・フィクションである。『パラリリカル・ネイションズ』は、高校生が7世紀頃の飛鳥浄御原宮にタイムスリップするサイエンス・フィクションである。平安時代以前の日本史に関心を持った東浩紀は、梅原猛の著作などを読んだ上で、この作品を構想した。
東浩紀の小説作品は、非常にスペキュレイティブ・フィクション的であり、本人もそのことを自覚し、できるだけ幻想的で現実性のない「思弁小説」を書いていきたい旨を表明している。

## 政治姿勢

### 猪瀬直樹の支持
猪瀬直樹を支持し、2012年東京都知事選挙の街頭演説では応援に立った。東は、猪瀬直樹が、「政治家」としてではなく、あくまでも「作家」であり、「文学者」の立場として、その活動として、政治の場にいるという態度を表明している点について、思想的に評価し、また好意を寄せている。2013年、猪瀬が徳洲会から資金提供を受けていたこと（虚偽記載による公職選挙法違反）が発覚した際にも、東は「本丸は石原と徳州会の関係であり、猪瀬問題は目眩ましにすぎないわけで、むろんそんなのに巻き込まれちゃった猪瀬氏が政治経験が浅く未熟だったのはたしかかもしれないけど、都知事としては手腕あったんだからこんなところで辞任させるのは都政にとって百害あって一利なしだとぼくは思います」と発言し、前知事石原氏の資金関係をこそ問題視すべきとするとともに、彼を擁護していた。ただし、猪瀬は議会で追及された末、その後まもなく辞職に追い込まれている。

### 憲法
現行の日本国憲法に関しては改憲論者である。第9条についても、自衛隊の必要性を自明とし、自衛隊の違憲性を解消するべく明確な記述を求めて、改憲派の立場をとっている。
2012年には、自らが編集する『思想地図』（『日本2.0』）において、白田秀彰、境真良、楠正憲、西田亮介らとともに新憲法草案を執筆し発表した。その「新日本国憲法ゲンロン草案」は、書籍掲載だけではなくインターネット上にも公開されている。
改憲を主張する一方で、自由民主党などの保守勢力による改憲案には明確に反対しており、右派の、自衛隊を超えて「国防軍」に傾倒するタカ派的性格や伝統的家族論を条文に盛り込もうとする姿勢に、東は反対している。「両性の合意」の文言で婚姻を異性婚に限定している日本国憲法第24条なども含めて家族のあり方や個人の生活のあり方を国家が規定するような条項は憲法からなくすべきだとし、家族形態や、ライフスタイル、価値観などについては国家が介入すべきではなく個人の自己決定を尊重するべきだとしている。東らによる「ゲンロン憲法草案」においては、婚姻などについて一切触れていない。リベラルな勢力が護憲に固執する硬直的な現状に苛立ち、リベラル側が積極的かつ柔軟に改憲案を出していく必要性を説いている。
憲法学者の小林節は東浩紀発案の「新日本国憲法ゲンロン草案」を高く評価し、「事実上の大統領と天皇制の両立、侵略戦争の放棄と自衛隊の両立、住民代表議会に対する真の賢人会議による牽制、広範囲な人権保障と人権制約の基準の明確・厳格化、真に実用的な地方自治制度の提案等、まさに、目から鱗が落ちる試案である」と述べている。

### 積極的棄権
2017年、第48回衆議院議員総選挙では、自民党の安倍内閣による解散を解散権の乱用とみなし、「今回の総選挙は民主主義を破壊している」「今回の選挙はくだらなさすぎる」として「積極的棄権」を行うよう訴えた。そもそも東は、それ以前にも、2014年に「……選挙前になると毎回繰り返される「白票とか棄権には意味がない」的な話ってのは本当なのかどうか、…（中略）…いちど政治思想史的にまじめに辿ってみたいと思う。ぼくの予感では、歴史的にも思想的にも意味はあるんじゃないかと思う」と表明するなど、積極的棄権の政治思想的意義について言及している。

## 略歴
- 1987年 - 筑波大学附属駒場中学校卒業。
- 1990年 - 筑波大学附属駒場高等学校卒業。東京大学文科Ⅰ類入学。
- 1994年 - 東京大学教養学部教養学科科学史・科学哲学分科卒業。
- 1999年 - 東京大学大学院総合文化研究科超域文化科学専攻博士課程修了。博士（学術）。
- 1999年 - 日本学術振興会特別研究員。
- 2002年 - 慶應義塾大学文学部非常勤講師。
- 2003年 - 独立行政法人経済産業研究所リサーチアシスタント。
- 2003年 - スタンフォード日本センターリサーチフェロー[注釈 5]。
- 2003年 - 国際大学グローバル・コミュニケーションセンター（GLOCOM）主任研究員・助教授。2004年より同教授。
- 2004年 - 東京大学大学院情報学環・学際情報学府客員助教授。
- 2006年 - 東京工業大学世界文明センター人文学院特任教授。
- 2010年 - 早稲田大学文学学術院教授。2013年3月辞職。
- 2010年 - 合同会社コンテクチュアズ創業[121]。
- 2012年 - 株式会社ゲンロン創業。同代表取締役社長。
- 2018年 - 哲学と技術のリサーチネットワーク学術委員着任。
- 2020年 - 合同会社シラス創業。

兼職
- 2006年 - 国際大学グローバル・コミュニケーションセンター（GLOCOM）副所長。
- 2006年 - 東京工業大学世界文明センター人文学院ディレクター。
- 2017年 - あいちトリエンナーレ2019企画アドバイザー。
- 2025年 - ZEN大学知能情報社会学部教授[22]。

## 受賞歴
- 1999年 - 第21回サントリー学芸賞（思想・歴史部門）（『存在論的、郵便的』）[122]
- 2010年 - 第23回三島由紀夫賞（『クォンタム・ファミリーズ』）
- 2015年 - 第5回紀伊國屋じんぶん大賞2015「大賞」（『弱いつながり』）[123]
- 2017年 - 第5回ブクログ大賞人文書部門大賞（『ゲンロン0―観光客の哲学』）[20]
- 2017年 - 第71回毎日出版文化賞（『ゲンロン0―観光客の哲学』）[20]
- 2020年 - 第36回梓会出版文化賞「特別賞」（『株式会社 ゲンロン』）[124]

## 委員歴
- 朝日新聞 - 論壇時評（2010年~2011年4月）
- 日本ＳＦ大賞 - 選考委員（第28回～第30回、2007年12月～2009年12月）
- ハヤカワSFコンテスト - 選考委員（第1回～現在、2013年9月～現在）
- ゲンロンSF新人賞 - 選考委員（第1回～現在、2017年3月～現在）
- 早稲田文学新人賞 - 選考委員（第23回、2009年12月）
- 文學界新人賞 - 選考委員（第123回～第127回、2018年3月～2022年3月）
- 群像新人評論賞 - 選考委員（第63回～現在、2019年11月～現在）

## 著作

### 論考

#### 単著
- 『存在論的、郵便的―ジャック・デリダについて』（新潮社、1998年）
- 『郵便的不安たち』（朝日新聞社、1999年）のち文庫
- 『不過視なものの世界』（朝日新聞社、2000年）- 対談集
- 『動物化するポストモダン――オタクから見た日本社会』（講談社現代新書、2001年）
- 『ゲーム的リアリズムの誕生――動物化するポストモダン2』（講談社現代新書、2007年）
- 『文学環境論集――東浩紀コレクションL』（講談社講談社BOX、2007年）
- 『情報環境論集――東浩紀コレクションS』（講談社講談社BOX、2007年）
- 『批評の精神分析――東浩紀コレクションD』（講談社講談社BOX、2007年）
- 『郵便的不安たちβ』（河出文庫 東浩紀アーカイブス1、2011年）解説：宇野常寛
- 『サイバースペースはなぜそう呼ばれるか』（河出文庫 東浩紀アーカイブス2、2011年）解説：濱野智史
- 『一般意志2.0――ルソー、フロイト、グーグル』（講談社、2011年）（のち文庫、講談社文庫、2016年）
- 『セカイからもっと近くに――現実から切り離された文学の諸問題』（東京創元社、2013年）[125]
- 『弱いつながり――検索ワードを探す旅』（幻冬舎、2014年）
- 『ゲンロン0――観光客の哲学』（ゲンロン、2017年）
  - 『観光客の哲学 増補版』（ゲンロン〈ゲンロン叢書〉、2023年6月）
- 『ゆるく考える』（河出書房新社、2019年。河出文庫、2021年）
- 『テーマパーク化する地球』（ゲンロン叢書、2019年）
- 『哲学の誤配』（ゲンロン叢書、2020年）
- 『新対話篇』（ゲンロン叢書、2020年）
- 『ゲンロン戦記――「知の観客」をつくる』（中公新書ラクレ　709、2020年12月)
- 『忘却にあらがう 平成から令和へ』（朝日新聞出版 、2022年8月）
- 『訂正可能性の哲学』（ゲンロン叢書、2023年9月）
- 『訂正する力』（朝日新聞出版〈朝日親書〉、2023年10月）

#### 共著
- （笠井潔）『動物化する世界の中で』（集英社〈集英社新書〉、2003年） - 往復書簡形式
- （大澤真幸）『自由を考える――9・11以降の現代思想』（日本放送出版協会〈NHKブックス〉、2003年）
- （北田暁大）『東京から考える――格差・郊外・ナショナリズム』（日本放送出版協会〈NHKブックス〉、2007年）
- （外村佳伸、前田英作ほか編）『環境知能のすすめ: 情報化社会の新しいパラダイム』（NTTコミュニケーション科学基礎研究所監修、丸善出版、2008年）
- （大塚英志）『リアルのゆくえ――おたく/オタクはどう生きるか』（講談社［講談社現代新書］、2008年）
- （大澤真幸）『アキハバラ発〈00年代〉への問い』（岩波書店、2008年）
- （宮台真司）『父として考える』（日本放送出版協会〈生活人新書〉、2010年）
- （猪瀬直樹）『正義について考えよう』（扶桑社新書、2015年）
- （大山顕）『ショッピングモールから考える――ユートピア・バックヤード・未来都市』（ゲンロン、2015年）（のち幻冬舎新書、2016年）
- （小林よしのり、宮台真司）『戦争する国の道徳――安保・沖縄・福島』（幻冬舎新書、2015年）
- （大山顕）『ショッピングモールから考える付章――庭・オアシス・ユートピア』（幻冬舎、2016年）
- （佐々木敦）『再起動する批評――ゲンロン批評再生塾第一期全記録』（朝日新聞出版、2017年）
- （大森望編）『SFの書き方――「ゲンロン 大森望 SF創作講座」全記録』（早川書房、2017年）
- （市川真人、大澤聡、福嶋亮大）『現代日本の批評1975-2001』（講談社、2017年）
- （市川真人、大澤聡、佐々木敦、さやわか）『現代日本の批評2001-2016』（講談社、2018年）
- （菅付雅信編）『これからの教養 激変する世界を生き抜くための知の11講』（Discover 21、2018年）
- （石田英敬）『新記号論――脳とメディアが出会うとき』（ゲンロン叢書、2019年）
- （養老孟司、茂木健一郎共著）『日本の歪み』（講談社〈講談社現代新書〉、2023年）

#### 電子書籍
- 『ウクライナと新しい戦時下』（単著、ゲンロン〈ゲンロンセレクト〉、2024年）
- 『「線の芸術」と現実』（安彦良和、武富健治、山本直樹、さやわか、浦沢直樹共著、ゲンロン〈ゲンロンセレクト〉、2024年）

#### 時評・討論集
- 『文学と表象のクリティカル・ポイント』（堀江敏幸、古井由吉、芳川泰久、表象文化論学会、2009年）学会誌「表象3」収録
- 『ニコニコ超トークステージ――ネット言論はどこへいったのか？』（津田大介、中川淳一郎、夏野剛、西村博之、堀江貴文、角川学芸出版、2016年）
- 『フェイクニュースが世界を覆う』（遠藤乾、山田敏弘、佐藤友紀、ジョシュア・ベントン、ジェームズ・ハミルトン、アレキサンダー・ジェイ、河野勝、中央公論新社〈中央公論Digital Digest〉、2017年）
- 『私たちはどう生きるか コロナ後の世界を語る2』（マルクス・ガブリエル、オードリー・タン、桐野 夏生、阿川 佐和子、ほか著、朝日新聞出版〈朝日親書〉、2021年）
- 『多様性の時代を生きるための哲学』（鹿島茂、ブレイディみかこ、千葉雅也、ドミニク・チェン、宇野重規、石井洋二郎、2022年、祥伝社）
- 『2035年の世界地図　失われる民主主義　破裂する資本主義』（エマニュエル・トッド、マルクス・ガブリエル、ジャック・アタリ、ブランコ・ミラノビッチ、市原麻衣子、小川さやか、與那覇潤著、朝日新聞出版〈朝日親書〉、2021年）
- 『25年後の東浩紀: 「存在論的、郵便的」から「訂正可能性の哲学』へ』（宮﨑裕助編著、大畑浩志、小川歩人、佐藤嘉幸、清水知子、檜垣立哉、森脇透青、吉松覚著、読書人、2024年）

#### 監修
- 『開かれる国家――境界なき時代の法と政治』（角川学芸出版、2015年）

#### 編著
- 『網状言論F改――ポストモダン・オタク・セクシュアリティ』（青土社、2003年）
- 『波状言論S改――社会学・メタゲーム・自由』（青土社、2005年）
- 『コンテンツの思想――マンガ・アニメ・ライトノベル』（青土社、2007年）
- 『新現実』Vol.1（角川書店、2002年） - 責任編集：大塚英志、東は1号のみ共同編集
- 『美少女ゲームの臨界点　HAJOU HAKAGIX』（波状言論、2004年）
- 『美少女ゲームの臨界点+1』（波状言論、2004年）
- 『思想地図』第1期 Vol.1-5・第2期 Vol.1-4（日本放送出版協会〈NHKブックス〉、2008年〜2010年） - 北田暁大と共同編集
- 『日本的想像力の未来――クール・ジャパノロジーの可能性』（日本放送出版協会〈NHKブックス〉、2010年）
- 『ised 情報社会の倫理と設計――倫理篇』（濱野智史共編、河出書房新社、2010年）[13]
- 『ised 情報社会の倫理と設計――設計篇』（濱野智史共編、河出書房新社、2010年）
- 『思想地図β』（合同会社コンテクチュアズ・ゲンロン、2010年 -2013年）
  - 『震災から語る (別冊思想地図β ニコ生対談本シリーズ#1)』（コンテクチュアズ、ゲンロン、2012年）
  - 『メディアを語る (別冊思想地図β ニコ生対談本シリーズ#2)』（コンテクチュアズ、ゲンロン、2012年）
  - 『震災ニッポンはどこへいく―東浩紀対談集:ニコ生思想地図コンプリート』（ゲンロン、2013年） - 『別冊思想地図β ニコ生対談本シリーズ』所収の対談に加えて、2012年8月までの全てのニコ生思想地図を収録
- 『ゲンロン』Vol.1-16（ゲンロン、2015年 - 続刊中） - 事実上『思想地図β』の後継誌
  - 『ゲンロンエトセトラ』#1-8（2012年2月〜2013年5月号）
  - 『ゲンロンサマリーズ』Vol.1〜Vol.108（全108号、2012年5月から2013年6月、新刊人文書を紹介するメールマガジン）
  - 「ゲンロン通信」#9-17（2013年10月号から2015年6月号）
- 『ゲンロンβ』（ゲンロン、2016年 - 2023年、全83号、電子批評雑誌） - 事実上『ゲンロン観光通信』の後継誌
  - 『福島第一原発観光地化ブロマガ』、『福島第一原発観光地化計画通信』（2013年）
  - 『ゲンロン観光地化通信』#12~37（全26号、2014年5月 - 2015年5月）
  - 『ゲンロン観光通信』（全10号、2015年6月 - 2016年3月）

### 小説

#### 単著
- 『クォンタム・ファミリーズ』（新潮社、2009年）（のち文庫、河出文庫、2013年）
- 『クリュセの魚』（河出書房新社NOVAコレクション、2013年）（のち文庫、河出文庫、2016年）

#### 共著
- （桜坂洋）『キャラクターズ』（新潮社、2008年）（のち文庫、河出文庫、2012年）

#### 連載
- 『パラリリカル・ネイションズ』（幻冬舎『papyrus』2011年6月28日号 - 連載中）
- 連作短編として『クリュセの魚』シリーズ（『NOVA 書き下ろし日本SFコレクション』第2巻より連載化）
- 『フラクタル／リローデッド』（メディアファクトリー『ダ・ヴィンチ』2011年2月号 - 5月号）

#### 書き下ろし
- 『マーメイド・イニシエーション』（幻冬舎『星星峡』2012年11月号 (no.178)）
- 『時よ止まれ』（河出書房新社『文藝』2014年春季号）
  - 「【掌篇特集】十年後のこと」に寄稿した掌編。のち、アンソロジー『十年後のこと』（河出書房新社、2016年）に収録された。

### 論文
- CiNii>東浩紀 (国立情報学研究所)

## 英文著作
- The Animalization of Otaku Culture, Mechademia 2 175–188. 2007（英語）
- Génération Otaku: Les enfants de la postmodernité, Hachette. 2008.（仏語）
- Otaku: Japan's Database Animals, Univ Of Minnesota Press. 2009.（英語）
- General Will 2.0: Rousseau, Freud, Google, Vertical. 2014.（英語）
- Philosophy of the Tourist (Urbanomic / Mono), Urbanomic. 2023.（英語）

## テレビ
- 『ザ☆ネットスター!』（NHK衛星第2テレビ、2008年）
- 『朝まで生テレビ!』（2009年10月～）
- 『フラクタル』（フジテレビ「ノイタミナ」、2011年1月〜3月放送、ストーリー原案）
- 『東京ホンマもん教室』(東京MX, 2021年9月11日, 25日)